# 송일민

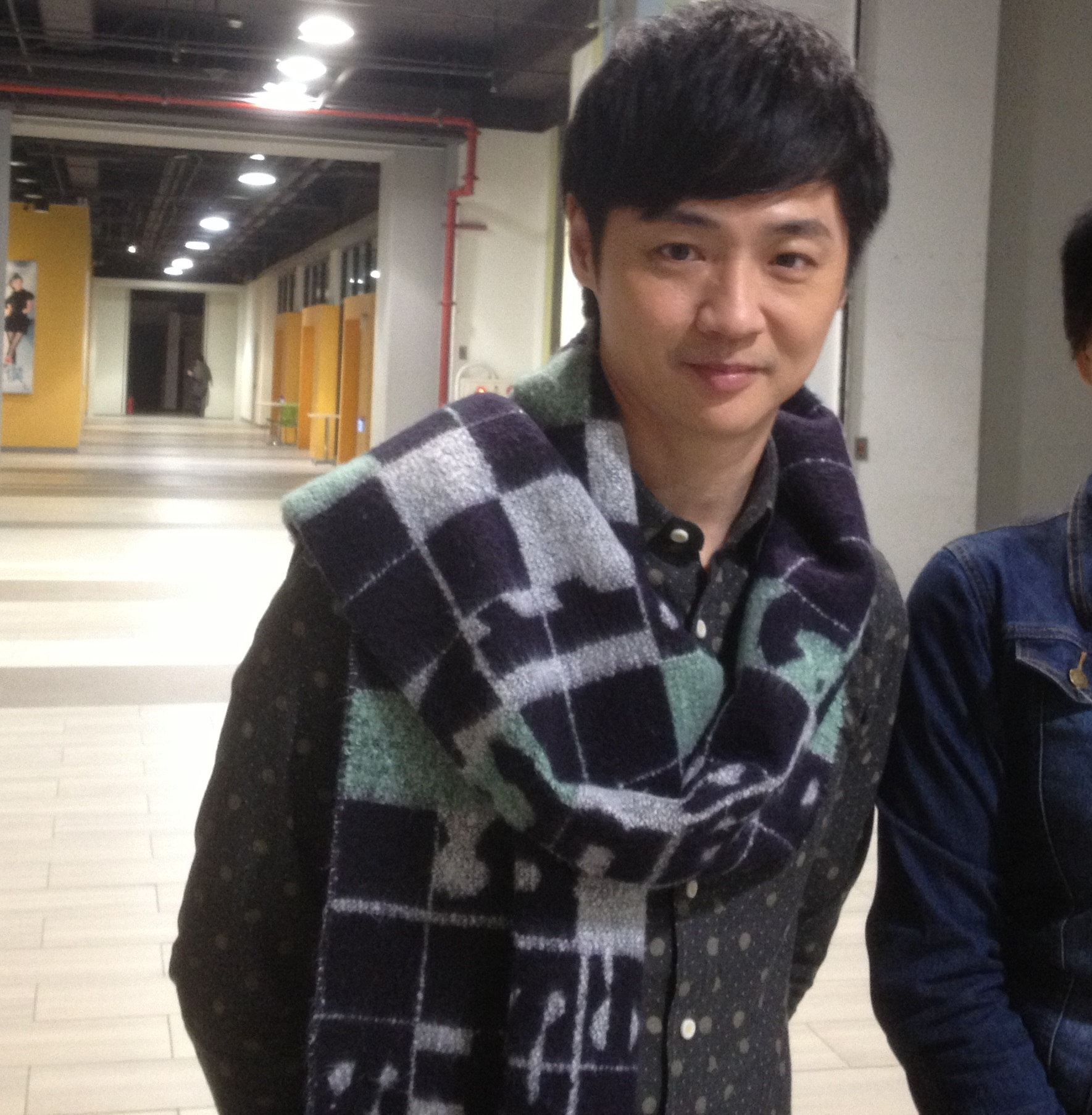
송일민, 2013년

송일민(宋逸民, 1967년 11월 6일 ~ )은 대만의 연예인이다. 중화권 드라마 등에 출연중이며, 일란성 쌍둥이 동생인 송달민 역시 연예인이다. 송일민이 15분 빨리 태어난 형이다.

## 작품 활동

### 드라마
- 1992 매화낙(梅花烙)
- 1993 포청천ㅡ연생겁(孪生劫)
- 1999 부귀재천(富贵在天)
- 1999 가을동화(秋天的童话)
- 2001 금지옥엽(金枝玉叶)
- 2002 세간로(世间路)
- 2002 쌍면교부(双面教父)
- 2003 청룡호한(青龍好漢)
- 2003 쌍향포(双响炮)
- 2004 욕망인생(欲望人生)
- 2005 생명적태양(生命的太阳)
- 2006 천장지구(天长地久)
- 2014 용비봉무(龍飛鳳舞)